# Vlajka Tongy

Tonžská vlajka
Poměr stran: 1:2

Tonžská válečná vlajka
Poměr stran: 1:2

Vlajka Tongy je tvořena červeným listem o poměru stran 1:2 (užívá se i 2:3 nebo 3:4) s bílým kantonem, ve kterém je červený, zkrácený, středový kříž.
Kříž je symbolem křesťanství (které vyznává 97 % obyvatel), bílá je barvou čistoty a červená Kristovy krve, prolité během jeho ukřižování.

Rozměry tonžské vlajky

## Historie
Ostrovy byly osídleny Polynésany v 8.–7. století př. n. l. V roce 1616 obepluli Willem Schouten a Jacob Le Maire nejsevernější část souostroví. V roce 1643 zde přistál další Holanďan, Abel Tasman. Britský mořeplavec James Cook navštívil ostrovy v letech 1773 a 1777 a nazval je Přátelské ostrovy. V roce 1845 byly ostrovy sjednoceny pod názvem Království Tonga (krále se stal George Tupou I.).Kolem roku 1850 byla zavedena (pod vlivem britských, protestantských misionářů) vlajka (plnící funkci národní a námořní vlajky), tvořena bílým listem se dvěma modrými, volnými kříži pod sebou v žerďové části a dvěma červenými, volnými kříži pod sebou ve vlající části. Uprostřed listu bylo červené písmeno „A“, podložené modrým písmenem „M“.
Kříže a písmena, pravděpodobně zkratka latinské modlitby Ave Maria (česky Zdrávas Maria), připomínaly přihlášení obyvatel ostrovů ke křesťanství.
V roce 1862 vyzval král George Tupou I. na prvním shromáždění tonžského parlamentu k předložení návrhů na novou vlajku. Po dlouhé diskuzi navrhl, aby vlajka byla červená a aby obsahovala Ježíšův kříž. Na základě jeho návrhu byla přijata vlajka, tvořená bílým listem s červeným, středovým křížem.
V roce 1863 byl založen ve Stuttgartu Mezinárodní červený kříž a roku 1864 přijal jako svůj symbol identickou vlajku.

Vlajka ostrova Tongatapu (1858–1862) Poměr stran: 2:3
Tonžská vlajka (1862–1866) Poměr stran: 2:3
Vlajka Mezinárodního červeného kříže

Téhož roku proto předložil Shirley Waldemar Baker, misionář a pozdější předseda vlády, králi nový návrh na tonžskou vlajku, která byla roku 1866 přijata.
Vlajka měla červený list s červeným, zkráceným, středovým křížem v bílém kantonu. Vlajka byla evidentně inspirována britskou obchodní vlajkou (Red Ensign).
4. listopadu 1875 byla přijata ústava a Tonga byla prohlášena za konstituční monarchii. Ústava potvrdila vlajku z roku 1866 a deklarovala, že se tonžská vlajka (i královská) nesmí nikdy změnit (článek č. 47, část II.).
18. května 1900 se Tonga stala (do roku 1952) součástí Britského západopacifického území. Státní symboly se nezměnily a protože byla (i poté) stát s uznávaným suverénním vládcem, neužívaly se na jejím území žádné britské symboly.
V roce 1958 získala země rozšířenou autonomii a roku a roku 1965 uzavřela královna Sālote Tupou III. s Brity dohodu o ukončení smlouvy o přátelství a britského protektorátu. Protektorát skončil ke dni 4. června 1970 a zároveň bylo vyhlášeno nezávislé Království Tonga. Vlajka nesměla být (dle ústavy z roku 1866) změněna.

## Královská vlajka
Královská vlajka je heraldická, tedy tvořená prostým přepisem státního znaku na vlajkový list o poměru stran 26:37. Drobné rozdíly (způsobené zřejmě neexistencí oficiální specifikace podoby znaku) tam však jsou.

Tonžská královská vlajka Poměr stran: 26:37
Tonžská královská vlajka (1862–1875) Poměr stran: ~5:7

## Republika Minerva
V roce 1972 se pokusila skupina Angličanů a Američanů, v čele s americkým realitním milionářem Michaelem Oliverem, vytvořit na útesech Minerva, dvojici korálových útesů, která je součástí království Tonga, libertiánský stát. 16. ledna 1972 připluli k útesům, postavili zde malou věž a vyvěsili vlajku nového „státu“. Vlajka byla tvořena modrým listem se žlutou hořící pochodní ve žlutém prstenci. 19. ledna byla vyhlášena nezávislost, ale již 15. června uplatnila Tonga na útesy nárok a vyslala k nim ozbrojenou výpravu. 21. června 1972 byla nad atoly vztyčena tonžská vlajka a 26. června 1972 oznámila Tonga oficiálně anexi Minervy.

Vlajka Republiky Minerva (1972) Poměr stran: 2:3

## Vlajky tonžských ostrovních skupin

Tonžské ostrovní skupiny

Tonga se správně člení na 5 ostrovních skupin (divisions):
- ʻEua
- Haʻapai
- Niuas (Ongo Niua)
- Tongatapu
- Vavaʻu

Ostrovní skupiny zřejmě neužívají vlastní vlajky, ale dle některých zdrojů užívá skupina Niuas (od 16. července 2012) vlastní vlajku, tvořenou třemi vodorovnými pruhy: modrým, zeleným a modrým, o poměru šířek 2:1:2 a žlutým, kruhovým polem v horním, modrém pruhu. (není obrázek) Dle jiných zdrojů jde však o vlajku ostrova Niuafoʻou a připouští i variantu bez žlutého pole.

Vlajka ostrova Niuafoʻou (bez žlutého pole) Poměr stran: 5:8